# Moldova vasúti közlekedése
A Moldvai Köztársaság vasúthálózata 1138 km hosszú, 1520 mm nyomtávolságú. A vonalak egyvágányúak, villamosítva nincsenek. Állami vasúttársasága a Calea Ferată din Moldova, röviden a CFM, mely a személyszállítást, a teherszállítást és az infrastruktúrát üzemelteti. Romániával és Ukrajnával van vasúti kapcsolata.

## Vasúthálózat
A Revaca–Căinari vasútvonalat, amely eredetileg a Chişinău–Galaţi, a második világháború után nem állították helyre. Az újjáépítésre a Dnyeszter Menti Köztársasággal való viták miatt került sor, közel azonos nyomvonalon (a megsemmisített alagút elkerülésével), a személyszállítás 2005. október 1-jén indult meg.
A Cahul–Giurgiuleşti vonalszakasz új építésű, 2008. augusztus 25-én adták át a forgalomnak.

## Gördülőállomány
| Sorozat | Kép | Tengelyelrendezés | Db. | Forgalomba helyezés | Teljesítmény | Max. sebesség |
| ------- | --- | ----------------- | --- | ------------------- | ------------ | ------------- |
| 2TE10L  |     | Co' Co' × 2       | 4   | 1962                | 4416 kW      | 100 km/h      |
| 2TE10V  |     | Co' Co' × 2       | ?   | 1974                | 4416 kW      | 100 km/h      |
| 2TE10M  |     | Co' Co' × 2       | ?   | 1981                | 4416 kW      | 100 km/h      |
| 3TE10M  |     | Co' Co' × 3       | 14  | 1979                | 6624 kW      | 100 km/h      |
| M62     |     | Co' Co'           | 4   | 1970                | 1470 kW      | 100 km/h      |
| CSME3   |     | Co' Co'           | 32  | 1964                | 993 kW       | 95 km/h       |
| TEM2U   |     | Co' Co'           | 1   | 1984                | 883 kW       | 100 km/h      |
| D1      |     | DMU–4             | 26  | 1963                | 1080 kW      | 120 km/h      |
| D1      |     | DMU–1             | 6   | 1963                | 540 kW       | 120 km/h      |

2018 novemberében, a CFM 12 db TE33A mozdonyt rendelt a General Electric leányvállalatától, a GE Transportation-tól, amelynek a szállítása 2020-ban lesz.

## Galéria

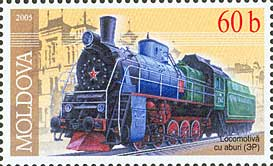
ЭR gőzmozdony
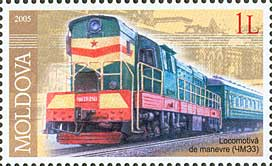
ЧМЭЗ tolatómozdony
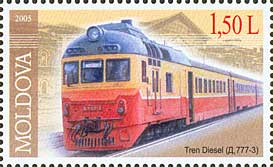
Dl 777–3 dízel motorvonat
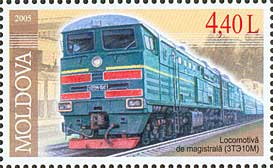
3ТЭ10М vonali dízelmozdony

## Vasúti kapcsolata más országokkal
- Románia - van, eltérő nyomtávolság: 1520 / 1435 mm, nincs villamosítva
- Ukrajna - van, azonos nyomtávolság, nincs villamosítva